# Sanyiyong
Sanyiyong (kinesiska: 三义永乡, 三义永) är en socken i Kina. Den ligger i provinsen Hebei, i den norra delen av landet, omkring 310 kilometer nordost om huvudstaden Peking. Antalet invånare är 6 943. Befolkningen består av 3 418 kvinnor och 3 525 män. Barn under 15 år utgör 21,0 %, vuxna 15-64 år 69 %, och äldre över 65 år 8,0 %.
Genomsnittlig årsnederbörd är 590 millimeter. Den regnigaste månaden är juni, med i genomsnitt 158 mm nederbörd, och den torraste är januari, med 2 mm nederbörd.